# Bean Seamount
Il Bean Seamount è una piccola montagna sottomarina situata nella parte settentrionale dell'Oceano Atlantico.
È uno dei vulcani sottomarini che fanno parte della catena dei Corner Rise Seamounts, attivi circa 75 milioni di anni fa. Si formò quando la placca nordamericana in movimento passò sopra al punto caldo del New England.